# Slag bij Torgau

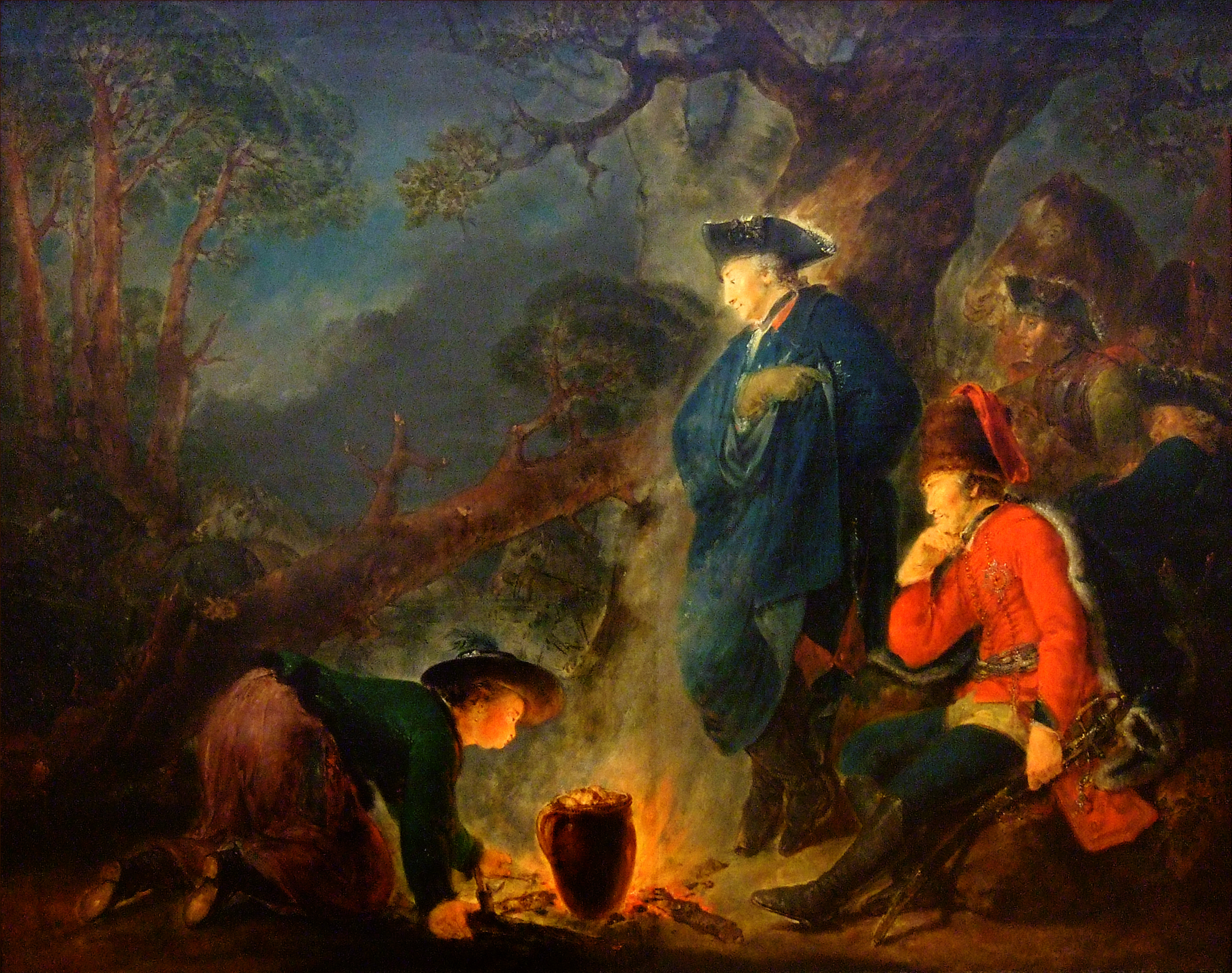
Frederik de Grote voor de slag bij Torgau (Schilderij van Bernhard Rode 1791)

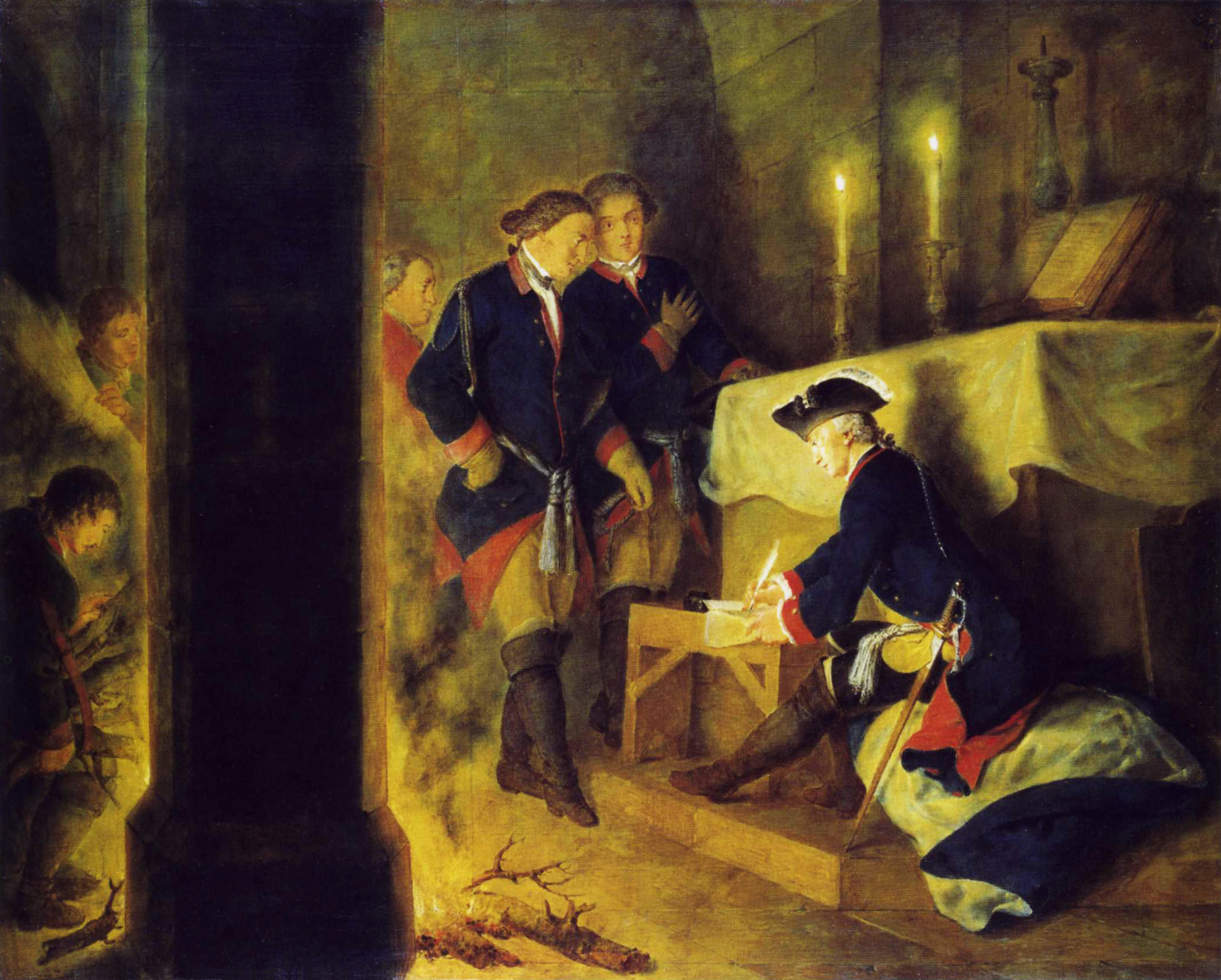
Frederik de Grote na de slag bij Torgau (Schilderij van Bernhard Rode wel 1793)

De Slag bij Torgau was de laatste grote veldslag van de Zevenjarige Oorlog. De slag vond plaats op 3 november 1760 bij Torgau. Een Pruisisch leger onder leiding van de Pruisische koning Frederik de Grote versloeg een groter Oostenrijks leger onder leiding van graaf Leopold Joseph von Daun in een van de bloedigste veldslagen van de oorlog.

## Context
In augustus miste de Oostenrijkse graaf Daun een kans om het Pruisische hoofdleger in Silezië te vernietigen. Hij had het met een overmacht van drie tegen één omsingeld, maar Frederik de Grote ontkwam door een Oostenrijkse korps onder Ernst Gideon Freiherr von Laudon in de Slag bij Liegnitz te verslaan.
De 15.000 Oostenrijkers van veldmaarschalk Franz Moritz von Lacy verenigden zich met de Russen van Tottleben bij Berlijn en maakten daar 3.000 Pruisen gevangen. 13.000 Pruisen verschansten zich in de vesting Spandau.
Eind oktober verliet Daun Silezië en trok westwaarts naar Saksen, waar Lacy met zijn corps zich bij hem voegde. De Oostenrijkse regering gaf hem opdracht om met de Pruisen slag te leveren, waarop Daun positie koos op de Süptitzer hoogten, ten westen van Torgau, een plaats die Prins Frederik Hendrik van Pruisen in 1759 ook gebruikt had. Aan de westzijde was de plek versterkt terwijl aan de zuidzijde een stroompje de aanval bemoeilijkte.
Frederik besloot generaal Hans Joachim von Zieten vanaf het zuiden de positie te laten naderen om Dauns aandacht daarnaartoe te trekken, terwijl zijn hoofdaanval uit het noorden zou komen. Zieten had 21 infanterie bataljons en 54 cavalerie eskadrons, terwijl Frederik 41 bataljons en 48 eskadrons telde.

## De veldslag
Rond het middaguur bevonden Frederiks troepen zich nog midden in de bossen ten noorden van de hoogten. Rond die tijd raakte de voorhoede van Zieten slaags met de Kroatische lichte infanterie van Lacys korps. Daun doorzag de Pruisische manoeuvre en verplaatste de eerste lijn van zijn troepen naar het noorden. Spoedig ontstond er een artillerieduel tussen de troepen van Zieten en Lacy. Bij het horen van het artillerieduel vreesde Frederik dat het korps van Zieten zware klappen kreeg doordat het er alleen voor stond, en hij liet te vroeg de aanval inzetten met de 10 bataljons grenadiers die hij ter beschikking had. Geconcentreerd Oostenrijks musket- en artillerievuur zorgde voor zo'n 5.000 man verlies bij de Pruisen in een half uur.
Toen de Pruisische hoofdmacht arriveerde, werd ook deze de helling opgestuurd. Daun werd gedwongen zijn reserves in te zetten om deze tweede aanval af te slaan. De Pruisische cavalerie onder generaal de hertog van Holstein probeerde door de Oostenrijkse linie te breken, maar faalde eveneens. Frederik werd door een scherf in de borst gewond en hij trok zich terug in het dorpje Elsnig. De koning bracht de nacht door, zittend op de voetstukken van het kerk altaar, wachtend op nieuws van de slag. Daun was aan de voet gewond, en verliet het slagveld tegen zonsondergang om zijn wond te laten verbinden. De Oostenrijkse commandant stuurde reeds generaal Charles Flynn om aan keizerin Maria Theresia in Wenen het bericht van de overwinning te brengen.
Het tij van de slag keerde toen Zieten, in de schemering, het zinloze duel met Lacy afbrak en zijn troepen naar het westen verplaatste. Vandaar vond hij een onbewaakte passage tussen twee meertjes en stuurde vijf bataljons door dit gat. Deze doorbraak liet hij volgen door de hoofdmacht van zijn infanterie, en spoedig had zijn korps op de hoogten een voet tussen de deur verkregen.
Horend van Zietens gevecht, leidde luitenant-generaal J. D. von Hülsen de overlevenden van de hoofdmacht in een hernieuwde aanval. Vanuit zowel het noorden als het zuiden aangevallen, begon de Oostenrijkse tegenstand af te brokkelen.
Generaal der Cavalerie Christoph Karl von Bülow viel met vijf eskadrons dragonders de goed opgestelde infanterie in de flank aan en nam drie van deze regimenten met hun bevelhebbers gevangen. Hij veroverde die dag ook drie vijandelijke vaandels wat in die dagen zwaar telde.
Zieten's mannen veroverden de Oostenrijkse artillerie en keerden de kanonnen tegen hun vroegere eigenaren, die tot twee keer tevergeefs probeerden deze te heroveren. Tegen 9 uur 's avonds waren de Pruisen in het bezit van de hoogten.

## Gevolgen
De slag was een van de bloedigste veldslagen van de 18e eeuw. Voor de Pruisen was het een pyrrusoverwinning; het kostte hen ruim 25% van hun troepen.

## Naslagwerken
- (en)  Duffy, Christopher The Army of Frederick the Great. NY: Hippocrene Books, 1974. ISBN 0-88254-277-X
- (en)  Duffy, Christopher The Military Life of Frederick the Great. Atheneum, 1986. ISBN 0-689-11548-2